# HD 63513
HD 63513 är en ensam stjärna i den norra delen av stjärnbilden Flygfisken. Den har en kombinerad genomsnittlig skenbar magnitud av ca 6,38 och är mycket svagt synlig för blotta ögat där ljusföroreningar ej förekommer. Baserat på parallax enligt Gaia Data Release 2 på ca 5,1 mas, beräknas den befinna sig på ett avstånd på ca 636 ljusår (ca 195 parsek) från solen. Den rör sig bort från solen med en heliocentrisk radialhastighet på ca 2 km/s.

## Egenskaper
HD 63513 är en gul till vit jättestjärna av spektralklass G6/G8 III. Den har en massa som är ca 2,4 solmassor, en radie som är ca 14 solradier och har ca 110 gånger solens utstrålning av energi från dess fotosfär vid en effektiv temperatur av ca 5 000 K.